# Bosque San Diego La Barra
Bosque San Diego La Barra es un área boscosa parte del departamento de Santa Ana, en el noroeste del país centroamericano de El Salvador cerca de los límites con Honduras y Guatemala. Se encuentra en la parte oriental del lago Güija y el sur de la Laguna de Metapán. Como parte de una Reserva natural se trata de un espacio protegido. Ha habido varias iniciativas y proyectos para promover su protección y campañas de reforestación.
Es parte del Parque nacional San Diego y La Barra que posee aproximadamente 1700 ha.